# Spectrum Center
El Spectrum Center es un pabellón deportivo localizado en Charlotte, Carolina del Norte. Cuenta con 19 000 localidades y es el pabellón de los Charlotte Hornets de la NBA. Fue inaugurado en octubre de 2005 con un concierto de The Rolling Stones y el 5 de noviembre de 2005 los Charlotte Bobcats (hoy Hornets) disputaron su primer partido en su nuevo pabellón.

## Deportes
Aunque el recinto fue construido especialmente por la llegada de los Bobcats a la NBA, el pabellón está capacitado para acoger muchos tipos de espectáculos, tanto deportivos como de entretenimiento. Como Carolina del Norte es una de las cunas del baloncesto universitario, será la sede del torneo de la ACC, previo a la Final Four de 2008 en la NCAA. Charlotte Checkers de la ECHL dejaron el Cricket Arena para jugar en el nuevo pabellón, al igual que las Charlotte Sting de la WNBA, que se mudaron del Charlotte Coliseum al Charlotte Bobcats Arena pero con poco éxito porque la franquicia desapareció debido a la poca acogida en cuanto a asistencia que tuvieron allí. También se llevan a cabo carreras de NASCAR.

## Espectáculos
- The Rolling Stones A Bigger Bang Tour (21 de octubre de 2005)
- U2 Vertigo Tour (12 de diciembre de 2005)
- Dolly Parton (15 de diciembre de 2005)
- Clay Aiken (21 de diciembre de 2005)
- Aerosmith y Lenny Kravitz (12 de enero de 2006)
- Larry the Cable Guy, (14 de enero de 2006)
- Bon Jovi (18 de enero de 2006)
- WWE Raw (23 de enero de 2006)
- Keith Urban (16 de febrero de 2006)
- Ringling Bros y Barnum & Bailey Circus (22-26 de febrero de 2006)
- WWE Vengeance (25 de junio de 2006)
- American Idols LIVE! Tour 2006 (1 de agosto de 2006)
- Eric Clapton (17 de octubre de 2006)
- Blue Man Group (17 de noviembre de 2006)
- Red Hot Chili Peppers (23 de enero de 2007)
- WWE SmackDown! (19 de junio de 2007)
- ECW (19 de junio de 2007)
- Taylor Swift Fearless Tour (5 de septiembre de 2009)
- Metallica World Magnetic Tour (18 de octubre de 2009)
- Miley Cyrus Wonder World Tour (24 de noviembre de 2009)
- Paul McCartney Up and Coming Tour (28 de julio de 2010)
- Lady Gaga The Monster Ball Tour (18 de septiembre de 2010)
- Madonna Madonna MDNA World Tour (15 de noviembre de 2012)
- Demi Lovato The Neon Lights Tour (23 de febrero de 2014)
- Katy Perry The Prismatic World Tour
- Halsey Hopeless Fountain Kingdom World Tour (17 de octubre de 2017)
- Guns N' Roses Not in This Lifetime... Tour (25 de septiembre de 2019)

## Galería

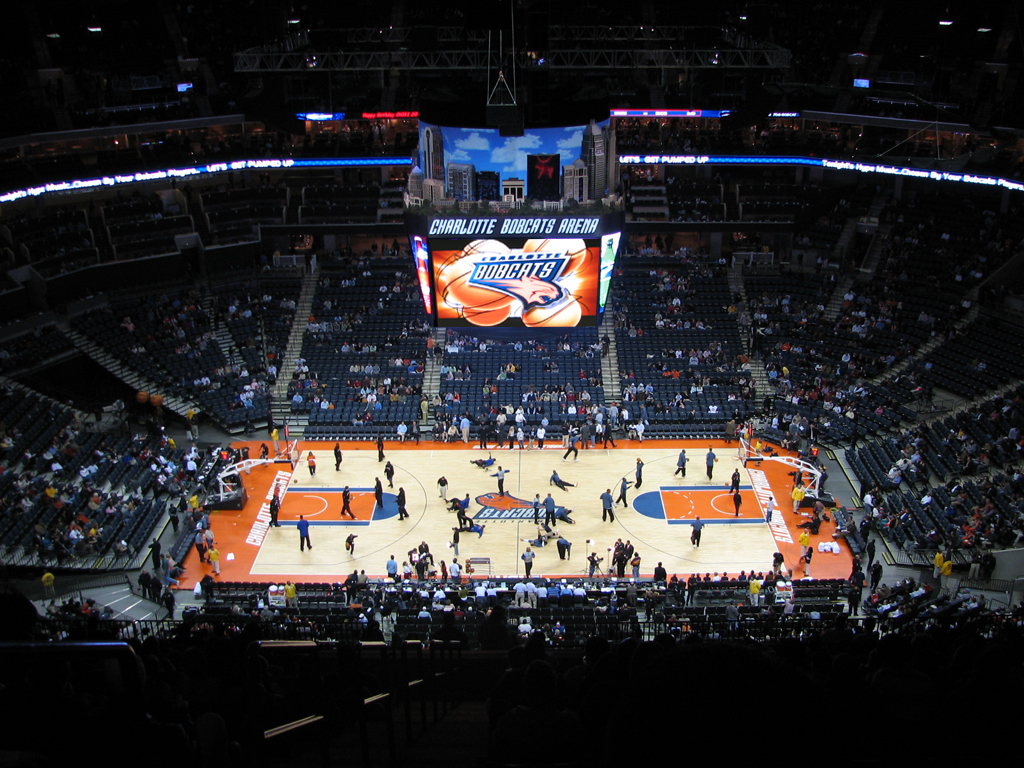
Partido de los Bobcats
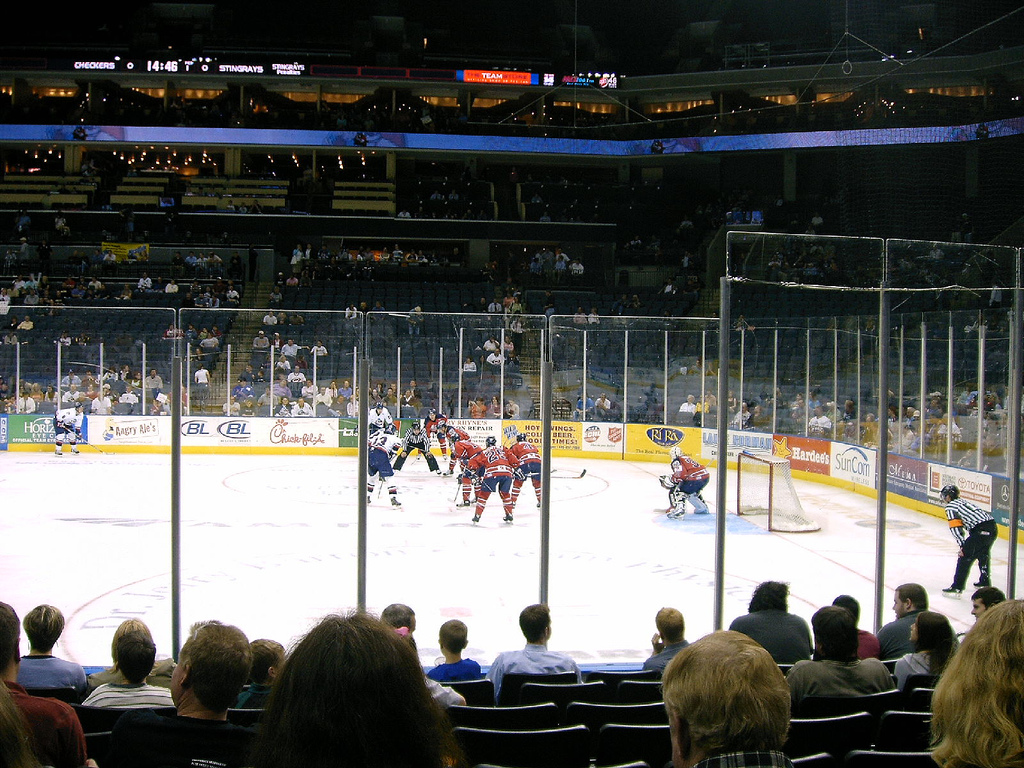
Partido de los Checkers
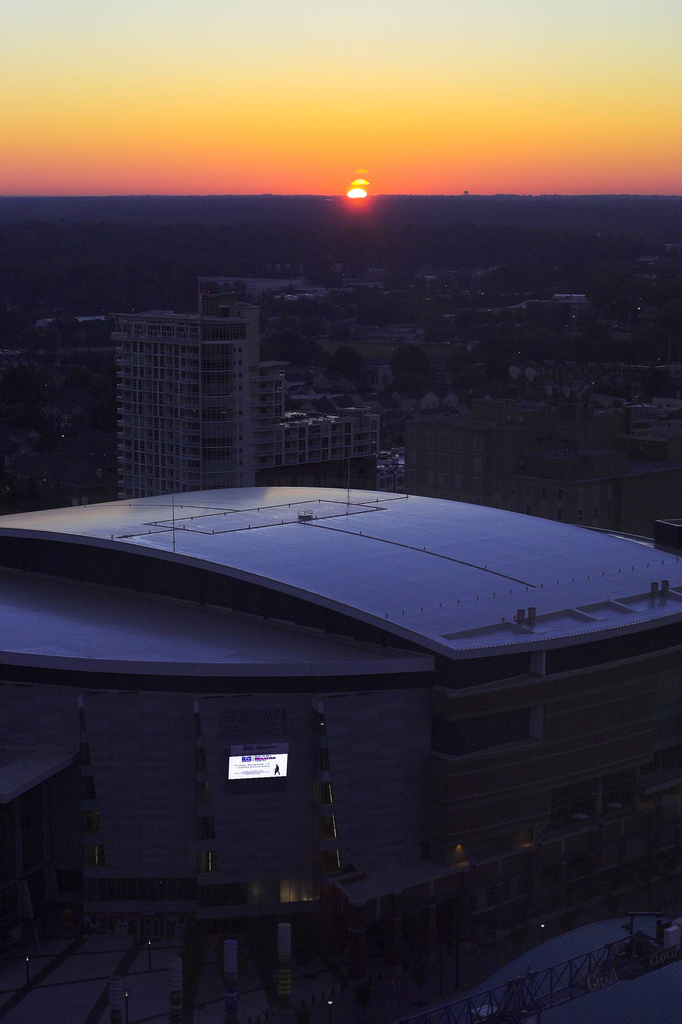
Vista del pabellón